# Campanularia agas
Campanularia agas är en nässeldjursart som beskrevs av Cornelius 1982. Campanularia agas ingår i släktet Campanularia och familjen Campanulariidae. Inga underarter finns listade i Catalogue of Life.